# Donna Noble

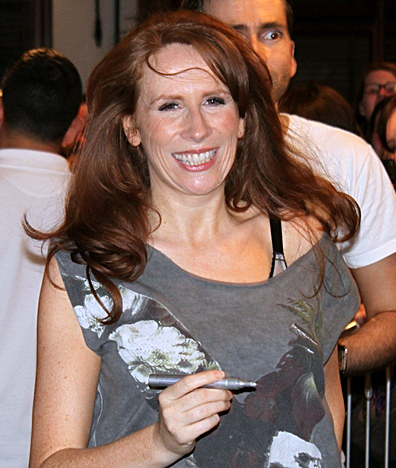
En primer pla, Catherine Tate, l'actriu que interpreta la Donna Noble, al Wyndham's Theatre

Donna Noble (Dona Noble, Donna Temple-Noble) és un personatge de la sèrie de televisió de ciència-ficció de la BBC Doctor Who i és la companya de "el Doctor" a la quarta temporada d'aquesta. Donna Noble és interpretada per Catherine Tate.
Apareix per primer cop a l'episodi Núvia a la fuga, un capítol especial de Nadal del 2006, on el Doctor la segresta per accident, portant-la a la TARDIS. Passa una temporada sencera fins que no es converteix en la companya del Doctor el 2008. Es troba amb ell el primer capítol de la quarta temporada, investigant uns fets estranys sobre l'empresa Adiposa i les seves misterioses pastilles per perdre pes.
Després d'un malaurat accident, la Donna canvia alguns gens amb el Doctor (metacrisi biològica), transformant-se en mig Senyor del Temps. L'onzè Doctor, li esborra la memòria perquè la metacrisi entre humans i senyors del temps no és viable i si no ho fes ella acabaria morint. Després l'envia a casa i fa prometre a la seva família que no li diran res sobre ell, perquè no pugui recordar que és mig senyora del temps i mori. Donna reapareix en l'especial de 2009-10 de dos capítol titulat La fi del temps.